# Margarita Magaña
Márgara Magaña Jiménez (Cidade do México, 25 de julho de 1979) ou mais conhecida como Margarita Magaña, é uma atriz mexicana. É muito famosa no México, aonde atuou em várias novelas.

## Biografia
Margarita começou sua carreira aos 15 anos, no Clube de Gaby, e logo aderiu ao Centro de Formação Artística da Televisa (CEA), para se desenvolver como atriz. Em 1995 ela recebeu sua primeira oportunidade de participar no mundo das telenovelas , sua estréia foi com Thalía na história telenovela de sucesso de María la del Barrio em 1995.
Em seguida vieram Los hijos de nadie 1996, Mi pequeña traviesa 1997, Camila 1998, Por tu amor 199), La casa en la playa 2000, e El juego de la vida 2001 também obtendo grande reparcusão como uma jovem atriz.
Em 2004 Margarita participou da telenovela Amar otra vez onde interpretou o papel de Brenda ao lado de Irán Castillo. Logo em 2007 apareceu na telenovela Al diablo con los guapos como Karla Arango. Em 2008 participou na telenovela novela Un gancho al corazón com a personagem de Estrella Falcón. Em 2010 participou da novela Teresa no papel da  antagonista Aída Carceres,que é mimada e odeia a protagonista vilã "Teresa" interpretada por Angelique Boyer. Em 2013, participa da novela Lo que la vida me robó no papel de Esmeralda.

## Vida Pessoal
Em 1999, Magaña se casou com o ator Mauricio Aspe, com quem teve uma filha Shakti Aspe Margaña, porém o casal se divorciou em 2004. No mesmo ano Magaña casou-se com o ex-jogador Adalberto Palma e mantém o relacionamento até hoje, juntos tiveram uma filha Constanza Palma Margaña

## Filmografia

### Telenovelas, Series
| Ano     | Título                                | Personagem                             | Notas                                 |
| ------- | ------------------------------------- | -------------------------------------- | ------------------------------------- |
| 1995    | Bajo un mismo rostro                  | María                                  | Participação especial                 |
| 1995–96 | Maria la del barrio                   | Betty                                  |                                       |
| 1997    | Los hijos de nadie                    | Lula Torres                            | Participação especial                 |
| 1997–98 | Mi pequeña traviesa                   | Mariana                                |                                       |
| 1998–99 | Camila                                | Laura Escobar                          |                                       |
| 1999    | Por tu amor                           | Bruna Montalvo de Zambrano             |                                       |
| 2000    | La casa en la playa                   | Sofía Visconti                         |                                       |
| 2000–01 | Por un beso                           | Loreta Mendiola                        |                                       |
| 2001–02 | El juego de la vida                   | Fernanda "Fer" Pacheco                 |                                       |
| 2002–03 | Las vías del amor                     | Alicia Betanzos Martínez               |                                       |
| 2004    | Amar otra vez                         | Brenda Montero Bustamante              |                                       |
| 2006    | La Verdad Oculta                      | Bertha Balmori Genovés                 |                                       |
| 2007–08 | Al Diablo con los Guapos              | Karla Rodríguez                        |                                       |
| 2008–09 | Un gancho al corazón                  | Estrella "Estrellita" Falcón           |                                       |
| 2010    | Mujeres Asesinas                      | Vera                                   | Episódio: "Luz, arrolladora"          |
| 2010    | Cuando me enamoro                     | Josefina Álvarez de Monterrubio (Fina) | Participação especial na fase inicial |
| 2010–11 | Teresa                                | Aída Cáceres Azuela                    |                                       |
| 2013–14 | Lo que la vida me robó                | Esmeralda Ramos de Solares             |                                       |
| 2017–18 | Me declaro culpable                   | Julieta Ruvalcaba                      |                                       |
| 2018    | Por amar sin ley                      | Lorenza Ceballos                       | Participação especial                 |
| 2020    | Decisiones: Unos ganan, otros pierden | Marisela                               | Episodios 25: "Encerrados"            |
| 2020    | Vencer el silencio                    | Magdalena "Magda" Mendoza de Bracho    |                                       |
| 2024    | Tu vida es mi vida                    | Zaida Álvarez Lujan                    |                                       |

## Ligações Externas
- Margarita Magaña. no IMDb.
- Margarita Magaña em Esmas.com